# 2847 Parvati
2847 Parvati è un asteroide della fascia principale. Scoperto nel 1959, presenta un'orbita caratterizzata da un semiasse maggiore pari a 2,1688115 UA e da un'eccentricità di 0,1159244, inclinata di 2,45130° rispetto all'eclittica.